# Ormesson-sur-Marne

Ormesson-sur-Marne en la Petite Couronne.

Ormesson-sur-Marne es una comuna y población de Francia, en la región de Isla de Francia, departamento de Valle del Marne, en el distrito de Nogent-sur-Marne. Es el chef-lieu del cantón homónimo, aunque La Queue-en-Brie la supera en población.
Su población municipal en 2007 era de 9 864 habitantes.
Está integrada en la Communauté d'agglomération du Haut Val-de-Marne.

## Demografía
| 188 | 208 | 220 | 181 | 170 | 170 | 165 | 157 | 132 | 125 | 150 | 96 | 110 | 112 | 154 | 171 | 190 | 256 | 260 | 238 | 331 | 1 685 | 3 035 | 3 802 | 3 454 | 5 252 | 6 702 | 8 277 | 8 698 | 8 674 | 10 038 | 9 793 | 9 864 |
| Para los censos de 1962 a 1999 la población legal corresponde a la población sin duplicidades (Fuente: INSEE [Consultar]) |     |     |     |     |     |     |     |     |     |     |    |     |     |     |     |     |     |     |     |     |       |       |       |       |       |       |       |       |       |        |       |       |